# Vauxhall Firenza

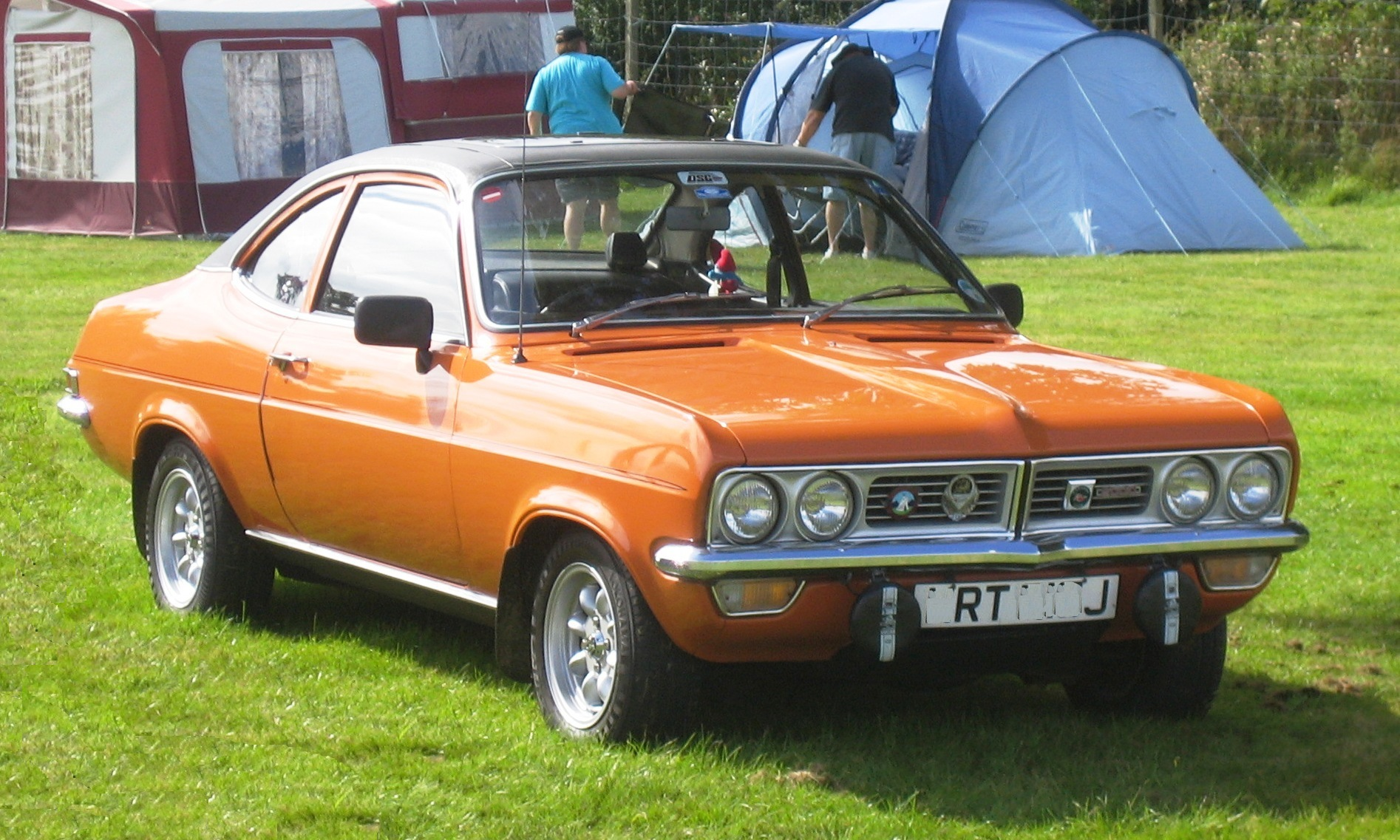
Vauxhall Firenza (1970)

Der Vauxhall Firenza wurde von Vauxhall von 1970 bis 1975 hergestellt. Er war vom Vauxhall Viva HC abgeleitet, hatte aber eine deutlich von der Limousine unterschiedliche Coupé-Karosserie mit zwei Türen.

## Allgemeines
Nachdem Ford mit dem Capri erfolgreich ein eigenständiges Coupé auf dem europäischen Markt platziert hatte, zog GM mit dem Opel Manta und dem Vauxhall Firenza nach, dessen Formgestaltung vergleichsweise konservativ ausfiel. 
Den Firenza gab es zunächst mit 1159-cm³-Vierzylinder-OHV-Reihenmotor und mit 1598-cm³-Vierzylinder-OHC-Reihenmotor. 1971/72 wurden beide Maschinen auf 1256 cm³ bzw. 1798 cm³ aufgebohrt. Bei allen Modellen war der Motor vorne eingebaut und trieb die Hinterachse an. Die Radaufhängung vorne bestand aus doppelten Querlenkern und Schraubenfedern, die hintere Antriebsachse hatte Längslenker und ebenfalls Schraubenfedern.

## Firenza Droopsnoot

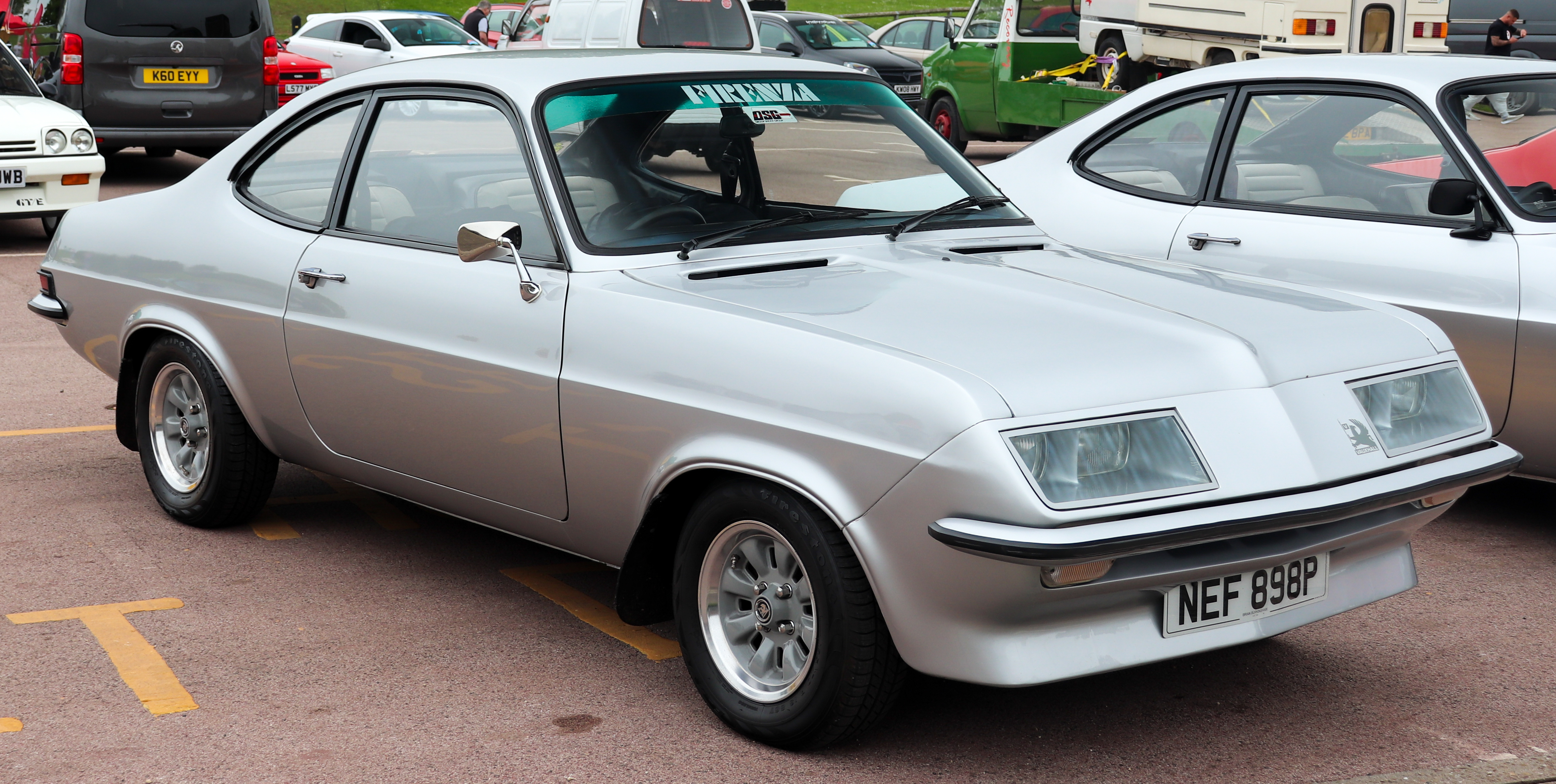
Vauxhall Firenza HP („Droopsnoot“)

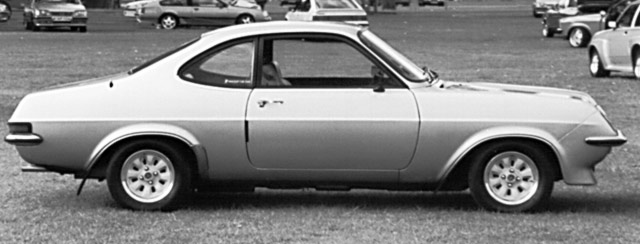
Der Vauxhall Firenza HP in Seitenansicht

1973 entschied sich Vauxhall, dass ihre eher langweilige Modellpalette einer Auffrischung bedürfe, und entwickelte eine Version des Firenza, die offiziell „HP“ (High Performance) hieß, aber wegen seiner dramatisch aerodynamischen Nase unter dem Namen „Droopsnoot“ (Hängenase) allgemein bekannt wurde. Die Schnauze wurde aus GFK gefertigt und enthielt Cibié-Scheinwerfer, die durch Verkleidungen aus bruchsicherem Glas geschützt wurden. Die Frontgestaltung des Wagens erinnerte ein wenig an den Renault Alpine A310.
Zur gleichen Zeit wurde das normale Firenza-Modell mit flacher Schnauze in Vauxhall Magnum Coupé umbenannt und der Name Firenza wurde ausschließlich für die HP-Version benutzt. Dieses Auto war ein aufregender Styling-Ansatz für Vauxhall, und es gab darüber sicherlich unterschiedliche Meinungen. Der Motor war eine 2,3-Liter-Variante des 4-Zylinder-OHC-Reihenmotors, die sehr drehmomentstark war und 131 bhp (96 kW) entwickelte. Man verwendete viele Teile von Blydenstein Racing: Er hatte 175er Stromberg-Vergaser, eine hoch eingebaute Nockenwelle und Freifluss-Auspuffkrümmer. Das Auto war von einem US-amerikanischen Designer, Wayne Cherry, entworfen worden und hatte einen für diese Zeit sehr niedrigen Luftwiderstandsbeiwert. Das Fahrwerk wurde überarbeitet und abgesenkt, die Bremsen überarbeitet und ein 5-Gang-ZF-Getriebe eingebaut. All das führte zu einem sehr viel stärkeren (wenn auch lauteren) Antrieb als beim Standardmodell. Eine andere ungewöhnliche Sonderausstattung des Fahrzeuges waren seine Aluräder von AVON, die so konstruiert waren, dass sie bei einer Reifenpanne den Reifen sicher auf der Felge hielten. Der Firenza war das erste Serienfahrzeug, das diese Technik einsetzte. Alle Serien-Firenza wurden in der gleichen Farbe lackiert – „Silver Starfire“ – und hatten eine meist schwarze Innenausstattung mit silbergrauen, stoffbezogenen Sitzen. Ein etwas zweifelhaftes Ausstattungsdetail war der Handgriff für den Beifahrer, der am Armaturenbrett an Stelle des Handschuhfaches angebracht war.
Das Auto war ein Design-Highlight für Vauxhall, jedoch auch ein Verkaufsflop. Es wurde mit viel Werbeaufwand anlässlich eines speziellen Rennens in Thruxton in Hampshire vorgestellt und von bekannten Fahrern, wie Gerry Marshall und Barry Williams gefahren. Barry Williams gewann auch das Rennen. Trotzdem wurde es angesichts der gerade grassierenden Ölkrise schwierig, Autos mit so ungehemmtem Benzinverbrauch zu verkaufen, auch wenn die aerodynamische Schnauze den Benzinverbrauch bereits deutlich reduzierte, weil ungefähr 30 bhp weniger nötig waren, um die Höchstgeschwindigkeit zu erreichen. Diese Tatsache in Verbindung mit einigen Schwierigkeiten mit der Produktionsstraße sorgten dafür, dass Produktions- und Verkaufszahlen niedrig blieben. Vermutlich wurden nur 204 Stück gebaut, weit weniger als die 30000 anvisierten Exemplare. Diese sehr geringe Stückzahl war natürlich für Vauxhall ein Desaster, aber das führte dazu, dass dieses Fahrzeug ein geschätzter Klassiker wurde, was sein Überleben besser sichert als das einiger üblicher Serienfahrzeuge, die zu gleicher Zeit hergestellt wurden und nun schwerer zu finden sind. Ein bekannter Besitzer eines Firenza HP war der britische Fußballer Luther Blissett.
Der Firenza war in den 1970er-Jahren auch im Rennsport für seriennahe Fahrzeuge sehr erfolgreich, besonders in den Versionen „Old Nail“ und „Baby Bertha“, die Gerry Marshall mit großem Erfolg fuhr.
Trotz der geringen Produktionszahlen fanden sich die aerodynamischen Qualitäten und das Styling des „Droopsnoot“ auch in anderen neuen Vauxhall-Modellen der 1970er-Jahre wieder: Dem Chevette, dem Cavalier und dem Carlton. Man kann den Firenza als einen Styling-Prototyp für diese Fahrzeuge ansehen. Seinen Einfluss sieht man schon daran, dass Ford für seinen Escort Mark II RS2000 und für den Sierra von 1982 ein ähnliches Aussehen wählte. Diese Fahrzeuge wiederum wurden in den 1980er-Jahren vielfach von anderen Herstellern kopiert. So sieht der Firenza HP heute sehr viel weniger unmodern aus als viele seiner Zeitgenossen.

## Fahrleistungen
- Höchstgeschwindigkeit: 193 km/h
- Beschleunigung 0–100 km/h: 8,1 Sekunden
- Benzinverbrauch: 11,3 ltr./100 km

## Produktion in Südafrika
In Südafrika wurde der Firenza bei General Motors South Africa als Chevrolet Firenza hergestellt. Als Sondermodell wurde zudem der Chevrolet Firenza CanAm (auch Little Chev genannt) mit dem 5-l-V8-Motor des Camaro versehen und zu Homologationszwecken in 100 Exemplaren gebaut. Mit 290 PS beschleunigten die ausschließlich in Weiß mit schwarzer Motorhaube ausgelieferten Fahrzeuge auf eine Höchstgeschwindigkeit von rund 230 km/h.

## Modelle des Wettbewerbs
- Ford Capri
- Ford Escort RS2000
- Triumph Dolomite Sprint
- Rover SD1
- Hillman Avenger Tiger